# Ampelozizyphus
Ampelozizyphus je biljni rod iz porodice pasjakovki smješten u vlastiti tribus Ampelozizipheae. Postoje tri vrste, dvije su endemi, jedan iz Venezuele A. guaquirensis. i jedan iz Kolumbije, A. kuripacorum